# Saint-Souplet
Ne doit pas être confondu avec Saint-Souplet-sur-Py, commune de la Marne ou Saint-Soupplets, commune de Seine-et-Marne
Saint-Souplet-Escaufourt redirige ici.
Saint-Souplet, également appelée Saint-Souplet-Escaufourt, est une commune française située dans le département du Nord, en région Hauts-de-France.
Le gentilé de ses habitants est Sulpiciens. Le nom jeté en est les Minteux (menteurs en ch'ti).

## Géographie
Saint-Souplet-Escaufourt est située sur la route départementale 115. Elle fait partie du canton du Cateau-Cambrésis, à 6 km du Cateau, 30 km au sud-est de Cambrai et à 86 km de Lille.
Situé au sud du Cateau-Cambrésis et au seuil de l'Avesnois, le village de Saint-Souplet est entouré par les paysages naturels du Hainaut : prairies bordées de haies bocagères et vastes étendues de champs cultivés. Il s'étend le long de la Selle, rivière qui prend sa source à Molain dans l'Aisne et serpente sur près de 50 kilomètres dans le Département du Nord. De nombreuses espèces d'arbres sont présentes sur ses berges, que domine l'église de briques du village. Elle dispose également d'un hameau important sur son territoire, La-Haie-Menneresse.

### Communes limitrophes
| Honnechy | Saint-Benin   | Le Cateau-Cambrésis  |
|          | Saint-Souplet |                      |
| Busigny  | Molain        | Saint-Martin-Rivière |

### Hydrographie

#### Réseau hydrographique
La commune est située dans le bassin Artois-Picardie. Elle est drainée par la Selle ou Escaut,.
| (texte à fusionner) La commune est située dans le bassin Artois-Picardie. Elle n'est drainée par aucun cours d'eau,. |

La Selle, d'une longueur de 46 km, prend sa source dans la commune de Molain et se jette  dans le canal de l'Escaut à Denain, après avoir traversé 17 communes.

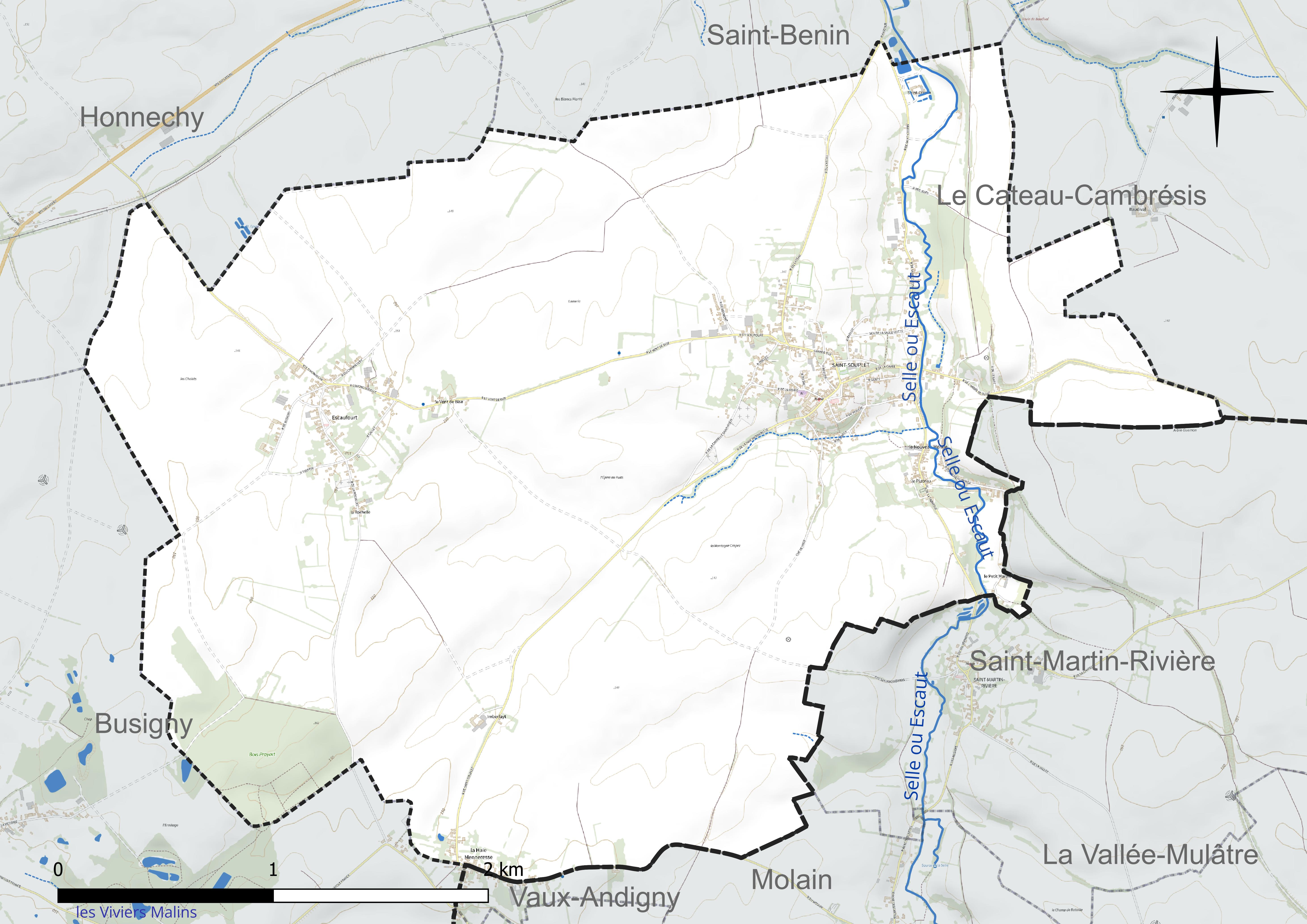
Réseau hydrographique de Saint-Souplet[Note 1].
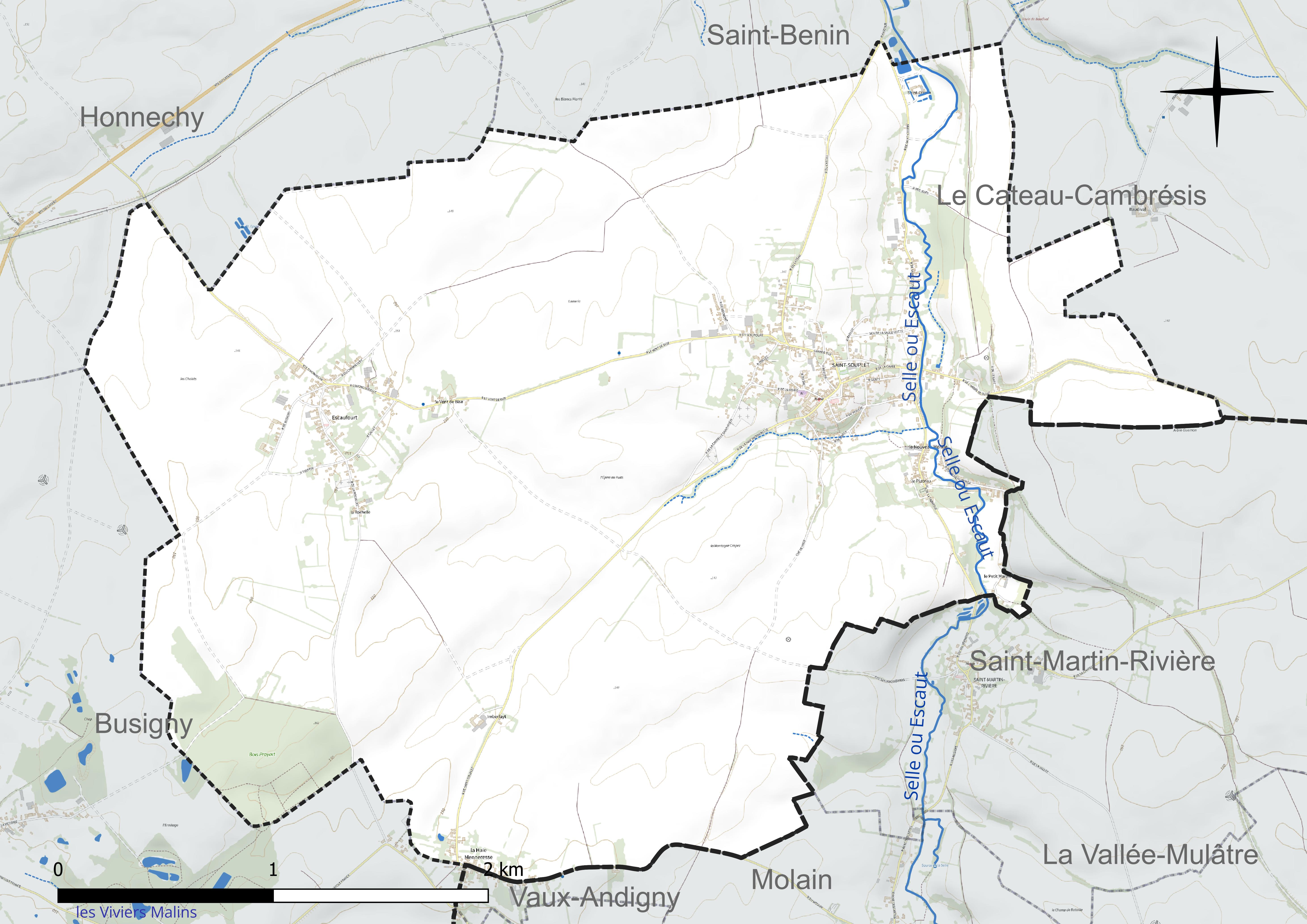
Réseau hydrographique de Saint-Souplet.

#### Gestion et qualité des eaux
Le territoire communal est couvert par le schéma d'aménagement et de gestion des eaux (SAGE) « Escaut ». Ce document de planification concerne un territoire de 2 005 km2 de superficie, délimité par le bassin versant de l'Escaut. Le périmètre a été arrêté le 9 juin 2006 et le SAGE proprement dit a été approuvé le 13 juillet 2021. La structure porteuse de l'élaboration et de la mise en œuvre est le syndicat mixte Escaut et Affluents (SyMEA).
La qualité des cours d'eau peut être consultée sur un site dédié géré par les agences de l'eau et l'Agence française pour la biodiversité.

### Climat
Pour des articles plus généraux, voir Climat des Hauts-de-France et Climat du Nord.
En 2010, le climat de la commune est de type climat océanique dégradé des plaines du Centre et du Nord, selon une étude du CNRS s'appuyant sur une série de données couvrant la période 1971-2000. En 2020, Météo-France publie une typologie des climats de la France métropolitaine dans laquelle la commune est exposée à un climat océanique altéré et est dans la région climatique  Nord-est du bassin Parisien, caractérisée par un ensoleillement médiocre, une pluviométrie moyenne régulièrement répartie au cours de l'année et un hiver froid (3 °C).
Pour la période 1971-2000, la température annuelle moyenne est de 10,1 °C, avec une amplitude thermique annuelle de 14,7 °C. Le cumul annuel moyen de précipitations est de 803 mm, avec 13,2 jours de précipitations en janvier et 9,2 jours en juillet. Pour la période 1991-2020, la température moyenne annuelle observée sur la station météorologique la plus proche, située sur la commune de Saint-Hilaire-sur-Helpe à 28 km à vol d'oiseau, est de 10,5 °C et le cumul annuel moyen de précipitations est de 802,4 mm,. Pour l'avenir, les paramètres climatiques de la commune estimés pour 2050 selon différents scénarios d'émission de gaz à effet de serre sont consultables sur un site dédié publié par Météo-France en novembre 2022.

## Urbanisme

### Typologie
Au 1er janvier 2024, Saint-Souplet est catégorisée bourg rural, selon la nouvelle grille communale de densité à sept niveaux définie par l'Insee en 2022.
Elle est située hors unité urbaine. Par ailleurs la commune fait partie de l'aire d'attraction du Cateau-Cambrésis, dont elle est une commune de la couronne,. Cette aire, qui regroupe 11 communes, est catégorisée dans les aires de moins de 50 000 habitants,.

### Occupation des sols
L'occupation des sols de la commune, telle qu'elle ressort de la base de données européenne d'occupation biophysique des sols Corine Land Cover (CLC), est marquée par l'importance des territoires agricoles (90,4 % en 2018), en diminution par rapport à 1990 (91,3 %). La répartition détaillée en 2018 est la suivante : 
terres arables (69,1 %), prairies (16,7 %), zones urbanisées (6,4 %), zones agricoles hétérogènes (4,7 %), forêts (3,1 %). L'évolution de l'occupation des sols de la commune et de ses infrastructures peut être observée sur les différentes représentations cartographiques du territoire : la carte de Cassini (XVIIIe siècle), la carte d'état-major (1820-1866) et les cartes ou photos aériennes de l'IGN pour la période actuelle (1950 à aujourd'hui).

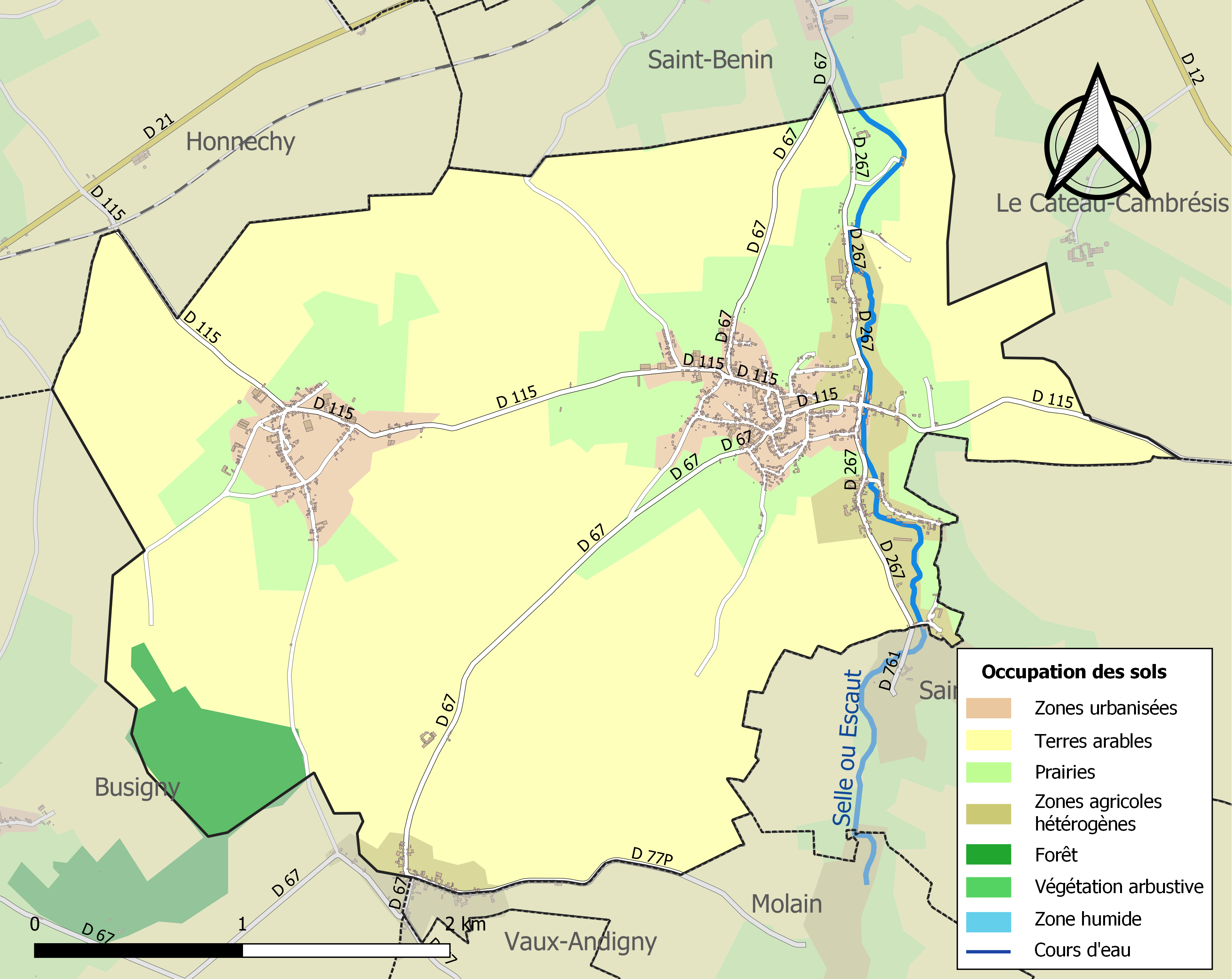
Carte des infrastructures et de l'occupation des sols de la commune en 2018 (CLC).

## Toponymie
Le village est mentionné sous les noms de Sanctus Sulpicius en 1151 dans le cartulaire de l'abbaye de Vaucelles, Saint Souplec en 1155, Sanctus Supplicius en 1349. Selon Boniface il porta d'abord le nom de Pomeriolæ ou Pomereuil. Il doit son nom à Sulpice, son saint patron.

## Histoire
Saint-Souplet doit donc son nom à son patron saint Sulpice le Pieux archevêque de Bourges au VIIIe siècle dont il n'est qu'une corruption. Ce n'est pas le seul nom que la localité ait porté. Si l'on en croit le chroniqueur Baldéric, chantre de Thérouanne au XIe siècle, après son supplice en 670, sainte Maxellende de Caudry fut inhumée  dans l'église du village, qui s'appelait alors Sanctus Sulpitius Pomeriolas, Saint-Sulpice-Pommereul.
Le bréviaire parle en ces termes du lieu de sépulture de sainte Maxellende : Sepulta primum in basilica beatorum Petri et Pauli et Sancti Sulpitii apud Villam cui nomen Pomeriolas - ensevelie en premier lieu dans la basilique des bienheureux Pierre et Paul et saint Sulpice près du domaine nommé Pomeriolas. Cette juxtaposition nous laisse supposer que le nom primitif de la localité était Pomeriolas.
Ce nom de Pomeriolas vient du latin pommorum brolium, qui signifie "la pommeraie". Selon Alexandre-Guillaume Chotin les villages du Pommereuil situé à 11 km de Saint Souplet et de Pommerœul dans le Hainaut belge ont la même étymologie. Ceci permet de penser que la localité tient son origine de l'époque gallo-romaine. Cette hypothèse est renforcée par la mention du bréviaire ci-dessus qui parle d'une villa, c'est-à-dire d'un domaine foncier, en somme d'une ferme gallo-romaine.
Au VIIe siècle, du temps de Maxellende, ce domaine appartenait à une très riche veuve nommée Amaltrude qui finit par en faire don à l'évêque de Cambrai Vindicien.

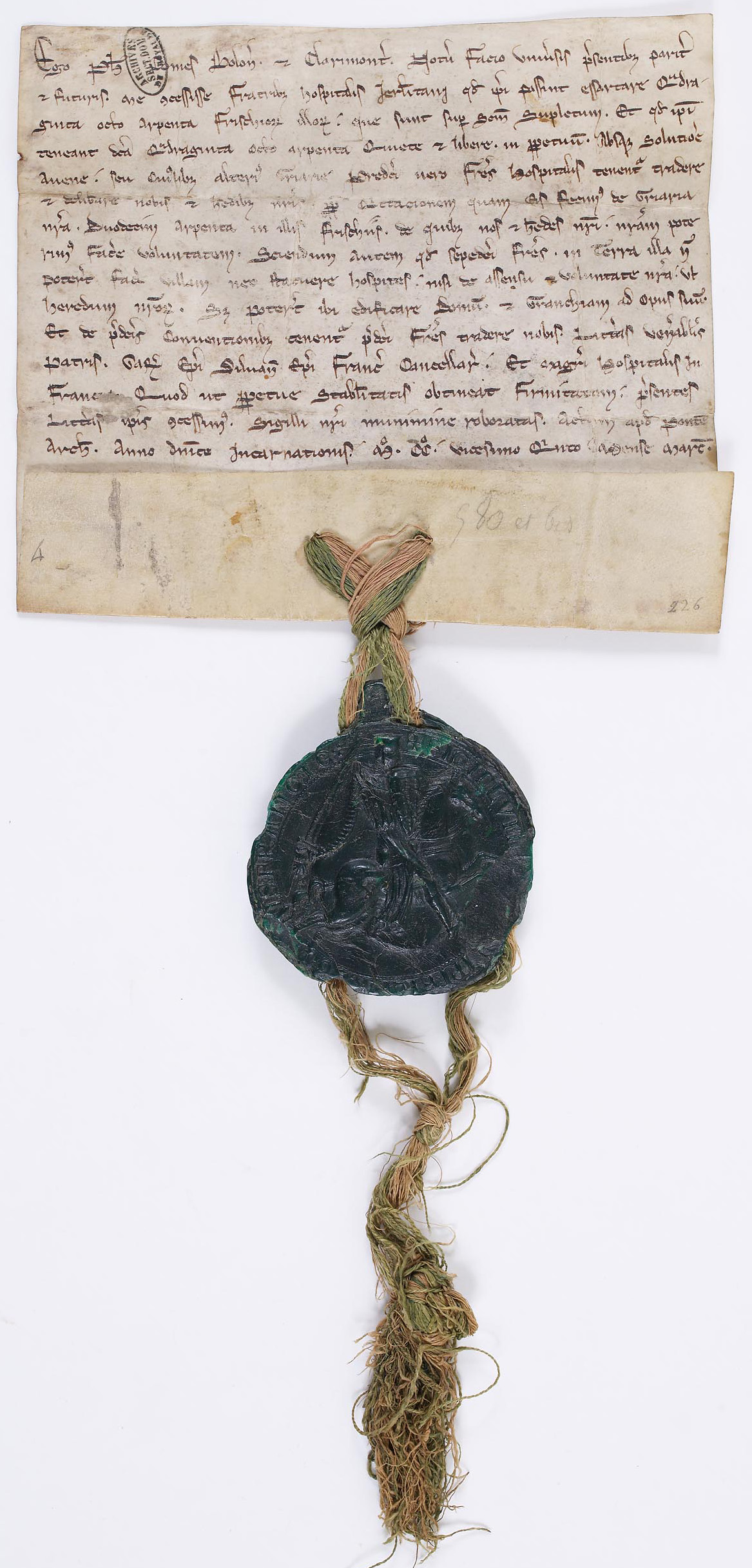
Concession par Philippe Hurepel aux Hospitaliers de 48 arpents de terre à défricher près de Saint-Souplet, mars 1226 (Archives nationales ; voir transcription sur Wikisource).

Le nom de Saint-Souplet prévaut définitivement dès le XIIe siècle où nous le voyons porté par une illustre famille originaire de Saint-Souplet et à laquelle appartenait Guillaume, seigneur de Saint-Souplet en 1151.
Saint-Souplet eut son importance au début de l'histoire de France. Elle faisait la limite du Pays des Nerviens célèbres pour leurs luttes avec les armées romaines. Une chaussée gauloise la traverse dans toute son étendue, longeant la rivière la Selle jusqu'aux sources de l'Oise. Au VIIIe siècle, Charlemagne lui confirme ses immunités et ses privilèges. Saint-Souplet eut ses châteaux au Moyen Âge, dont deux châteaux forts qui furent assiégés, pris et détruits par Louis XIII en guerre avec l'Espagne. Il n'en reste aucune trace.
En 1272, Enguerrand de Coucy vendit la Seigneurie à Marguerite II Comtesse de Flandre.
En 1283, Guillaume II Comte de Flandre en fait hommage à l'évêque de Cambrai.
En 1336, Philippe de Valois Roi de France l'achète.
Au traité de Conflans le 5 octobre 1465, Louis XI la céda à Charles comte de Charolais avec les villes de la Somme.
Après son retour au royaume Louis XII la donna au seigneur de la Grüthuse.
En 1566, un pasteur protestant fut arrêté à Saint-Souplet. Le Cambrésis et le Vermandois voisin ont accueilli la Réforme avec un certain enthousiasme. Notre village ne semble pas avoir fait exception. Le jour de la Pentecôte 1566, un ancien prêtre catholique nommé Jacques Grégoire, un des ministres de l'Église réformée de Tupigny, à 16 km de Saint-Souplet, était venu célébrer le culte chez un habitant pour les villageois professant la foi protestante. Le temps de la tolérance n'était pas encore venu, le mayeur et les échevins l'arrêtèrent et le conduisirent au Cateau-Cambrésis, où il fut emprisonné avant d'être transféré à Cambrai.
Le 26 janvier 1651, par lettres données à Madrid, Philippe d'Anneux, chevalier, baron de Crèvecœur, premier pair en Cambrésis, châtelain héréditaire de Cambrai, seigneur d'Abancourt, Rumilly, Saint-Souplet, Fontaine-au-Pire, etc., gouverneur d'Avesnes, bénéficie de l'érection de la terre et seigneurie de Grand-Wargnies en marquisat, en y joignant les seigneuries de Boussois-sur-Sambre (Boussois)  et Bual en Hainaut.

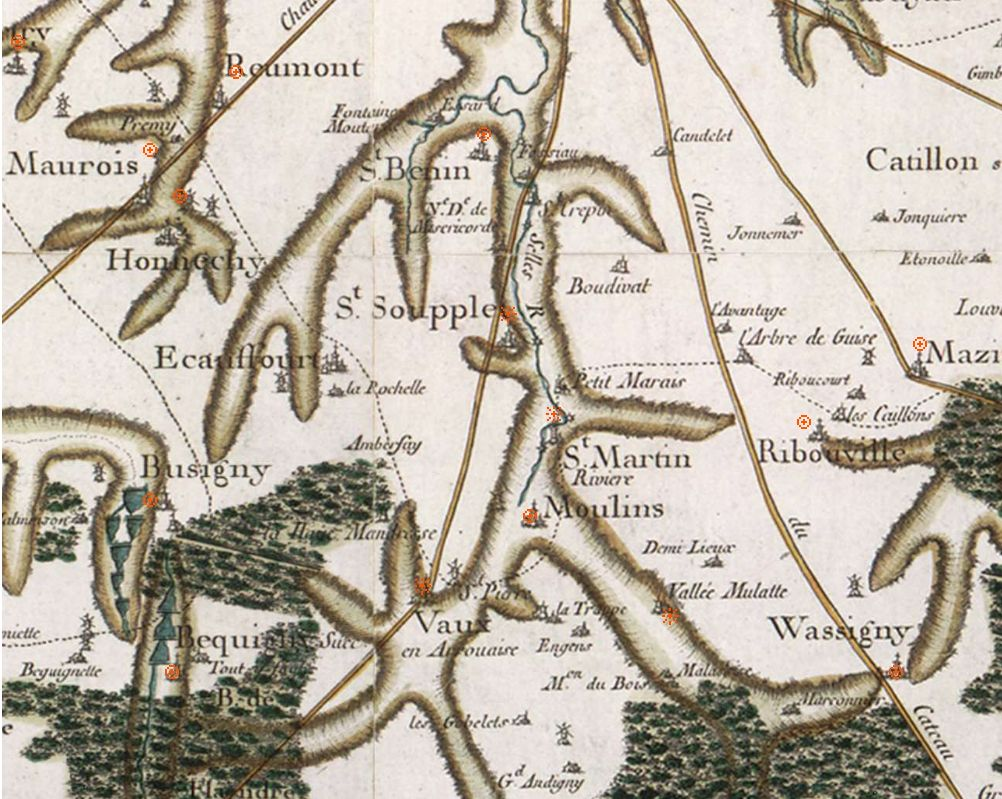
Saint Souplet sur la carte de Cassini en 1759.

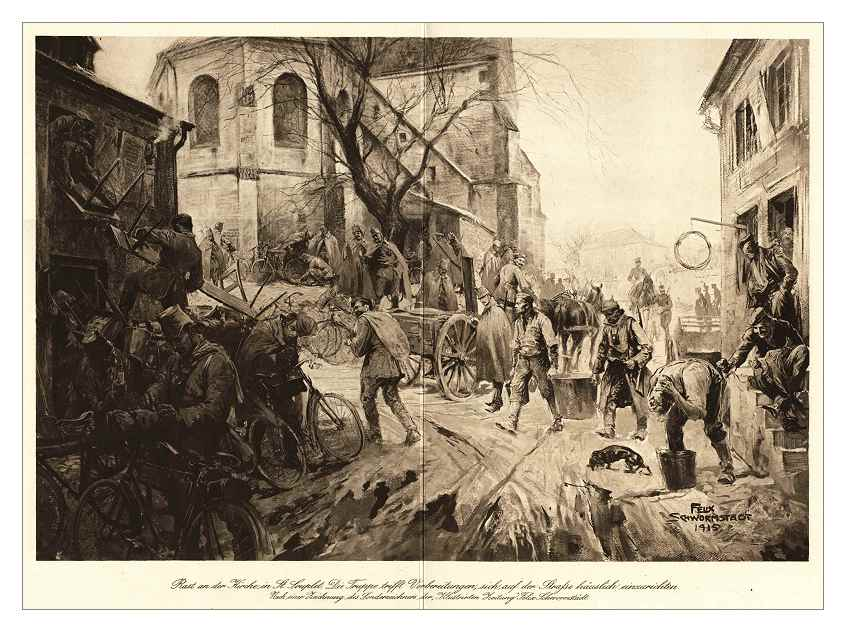
Arrivée de l'armée allemande lors de la Première guerre mondiale par Felix Schwormstadt.

En 1789, au seuil de la Révolution française, le village appartenait au marquis de Wargnies de la famille d'Anneux.
En 1791, le curé Jean-François Dagneau, né à Iwuy en 1714 et installé à Saint-Souplet le 17 juin 1754, refusa de prêter le serment à la constitution civile du clergé. Il fut déposé de sa fonction, mais il passa une retraite paisible dans la paroisse, où il mourut le 1er septembre 1796 (15 fructidor an IV), âgé de 82 ans. Le dernier acte, un baptême, qu'il signa aux registres paroissiaux est daté du 1er mai 1791. Le curé constitutionnel Jacques Antoine Dollé fut rapidement nommé à la place de monsieur Dagneau, il signa l'acte d'une inhumation le 10 mai 1791. Une rue du village porte son nom jusqu'à nos jours.
Durant la Première Guerre mondiale, la bataille de la Selle eut lieu les 17 et 18 octobre 1918 à Saint-Souplet. La Selle, affluent de l'Escaut aux eaux vives et tumultueuses, long de 37 km, constitua un obstacle majeur pour les Alliés lors de leur offensive, faisant du Cateau un bastion difficile à enlever. Les dégâts et pertes en vies humaines sont lourds. Les cimetières du Catésis en portent aujourd'hui l'amer témoignage.
Durant la Seconde Guerre mondiale, Saint-Souplet fit partie, dès janvier 1943, du fameux maquis de Mazinghien, groupe très organisé de 300 résistants, qui depuis une dizaine de communes limitrophes du Nord et de l'Aisne menèrent la vie dure à l'ennemi jusqu'à la Libération. Beaucoup d'actions d'éclat sont à leur actif.
En 1973, elle absorbe Escaufourt, située auparavant dans l'Aisne. La commune prend le nom de Saint-Souplet-Escaufourt.

## Héraldique
|  | Les armes de Saint-Souplet se blasonnent ainsi : D'or à trois croissants de gueules. Le blason de la commune est celui des d'Anneux, marquis de Wargnies-le-Petit et seigneurs de Saint-Souplet. Les communes d'Anneux, Crèvecœur-sur-l'Escaut, Rumilly-en-Cambrésis et Wargnies-le-Petit ont les mêmes armes. |

## Politique et administration
Maire de 1802 à 1807 : Jacq. Rousseau,.

Maire en 1881 : Delay.
| Période                                  | Période  | Identité        | Étiquette | Qualité |
| ---------------------------------------- | -------- | --------------- | --------- | ------- |
| avant 1981                               | ?        | Jean-Paul Durin |           |         |
| mars 2001                                | En cours | Henri Quoniou   | DVG       |         |
| Les données manquantes sont à compléter. |          |                 |           |         |

## Population et société

### Démographie

#### Évolution démographique
L'évolution du nombre d'habitants est connue à travers les recensements de la population effectués dans la commune depuis 1793. Pour les communes de moins de 10 000 habitants, une enquête de recensement portant sur toute la population est réalisée tous les cinq ans, les populations de référence des années intermédiaires étant quant à elles estimées par interpolation ou extrapolation. Pour la commune, le premier recensement exhaustif entrant dans le cadre du nouveau dispositif a été réalisé en 2005.

En 2022, la commune comptait 1 197 habitants, en évolution de −2,92 % par rapport à 2016 (Nord : +0,51 %, France hors Mayotte : +2,11 %).
| 1793  | 1800  | 1806  | 1821  | 1831  | 1836  | 1841  | 1846  | 1851  |
| ----- | ----- | ----- | ----- | ----- | ----- | ----- | ----- | ----- |
| 1 134 | 1 176 | 1 351 | 1 583 | 1 991 | 2 157 | 2 327 | 2 432 | 2 453 |

| 1856  | 1861  | 1866  | 1872  | 1876  | 1881  | 1886  | 1891  | 1896  |
| ----- | ----- | ----- | ----- | ----- | ----- | ----- | ----- | ----- |
| 2 615 | 2 806 | 2 813 | 2 636 | 2 556 | 2 490 | 2 638 | 2 558 | 2 340 |

| 1901  | 1906  | 1911  | 1921  | 1926  | 1931  | 1936  | 1946  | 1954  |
| ----- | ----- | ----- | ----- | ----- | ----- | ----- | ----- | ----- |
| 2 172 | 2 106 | 1 972 | 1 461 | 1 596 | 1 529 | 1 466 | 1 449 | 1 505 |

| 1962  | 1968  | 1975  | 1982  | 1990  | 1999  | 2005  | 2006  | 2010  |
| ----- | ----- | ----- | ----- | ----- | ----- | ----- | ----- | ----- |
| 1 447 | 1 418 | 1 622 | 1 482 | 1 333 | 1 311 | 1 293 | 1 289 | 1 290 |

| 2015  | 2020  | 2022  | - | - | - | - | - | - |
| ----- | ----- | ----- | - | - | - | - | - | - |
| 1 240 | 1 203 | 1 197 | - | - | - | - | - | - |

#### Pyramide des âges
La population de la commune est relativement jeune.
En 2018, le taux de personnes d'un âge inférieur à 30 ans s'élève à 37,5 %, soit en dessous de la moyenne départementale (39,5 %). À l'inverse, le taux de personnes d'âge supérieur à 60 ans est de 24,5 % la même année, alors qu'il est de 22,5 % au niveau départemental.
En 2018, la commune comptait 631 hommes pour 597 femmes, soit un taux de 51,38 % d'hommes, largement supérieur au taux départemental (48,23 %).
Les pyramides des âges de la commune et du département s'établissent comme suit.
| Hommes | Classe d’âge | Femmes |
| ------ | ------------ | ------ |
| 0,3    | 90 ou +      | 1,5    |
| 5,7    | 75-89 ans    | 7,5    |
| 17,2   | 60-74 ans    | 16,8   |
| 20,7   | 45-59 ans    | 20,0   |
| 18,0   | 30-44 ans    | 17,4   |
| 16,2   | 15-29 ans    | 16,7   |
| 22,0   | 0-14 ans     | 20,0   |

| Hommes | Classe d’âge | Femmes |
| ------ | ------------ | ------ |
| 0,5    | 90 ou +      | 1,4    |
| 5,3    | 75-89 ans    | 8,1    |
| 14,8   | 60-74 ans    | 16,2   |
| 19,1   | 45-59 ans    | 18,4   |
| 19,5   | 30-44 ans    | 18,7   |
| 20,7   | 15-29 ans    | 19,1   |
| 20,2   | 0-14 ans     | 18     |

## Linguistique
Il y a quelques dizaines d'années, les anciens du village parlaient encore un dialecte appartenant à l'aire linguistique du picard du Nord. Étant donné la situation géographique limitrophe de la localité, le parler local a subi des influences des parlers du Vermandois, du Hainaut et de la Thiérache. Les villages voisins de Saint-Martin-Rivière et de Saint-Benin parlaient le même dialecte sans variation. En revanche le parler d'Escaufourt connaissait des légères différences, comme l'imparfait en "eut" plutôt qu'en "ot" : i diseut / i disot.
Contrairement aux idées reçues, le picard n'est pas une déformation du français, mais bien une langue à part entière. De nos jours, bien peu de personnes sont capables de parler picard correctement et ceux qui croient s'exprimer en « ch'ti » dans le village, fabriquent un affreux mélange de français et de langue locale. On ne peut que le regretter, car lorsqu'une langue meurt, c'est une culture qui disparaît.
I falot qu'cha fuche dit !

## Lieux et monuments

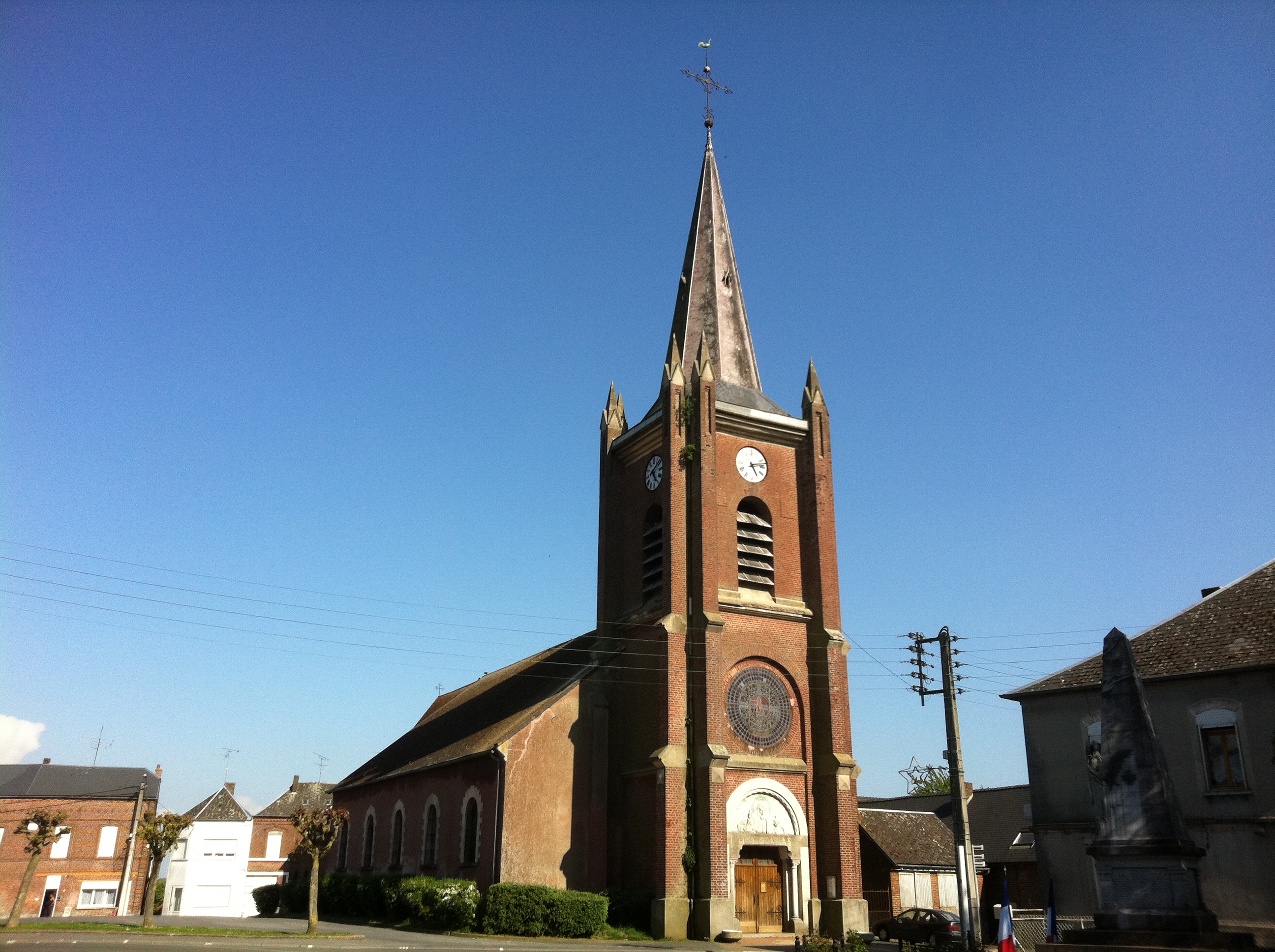
Église Saint-Sulpice de Saint-Souplet

- Église Saint-Sulpice
- Brasserie-malterie Macaigne Page[33]
- Saint-Souplet British Cemetery

## Escaufourt

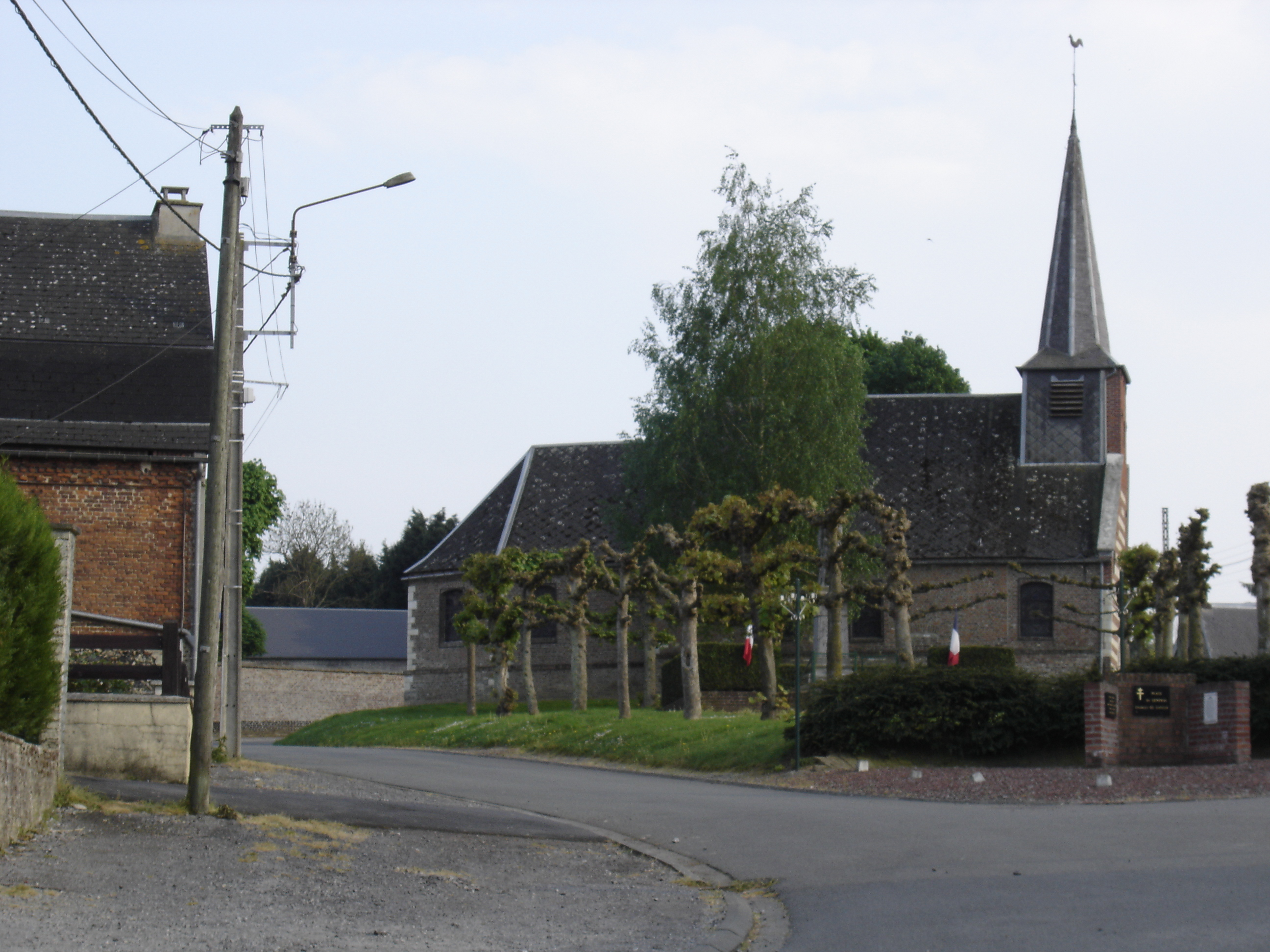
Centre d'Escaufourt

Le nom d'Escaufourt viendrait de fours à chaux. Au XIIe siècle, Escaufourt était de la paroisse d'Honnechy. Avant la fusion avec la commune de Saint-Souplet en 1973, Escaufourt était une enclave de l'Aisne dans le Nord. Le nom jeté des habitants d'Escaufourt est les Grosses Tiètes (les grosses têtes).

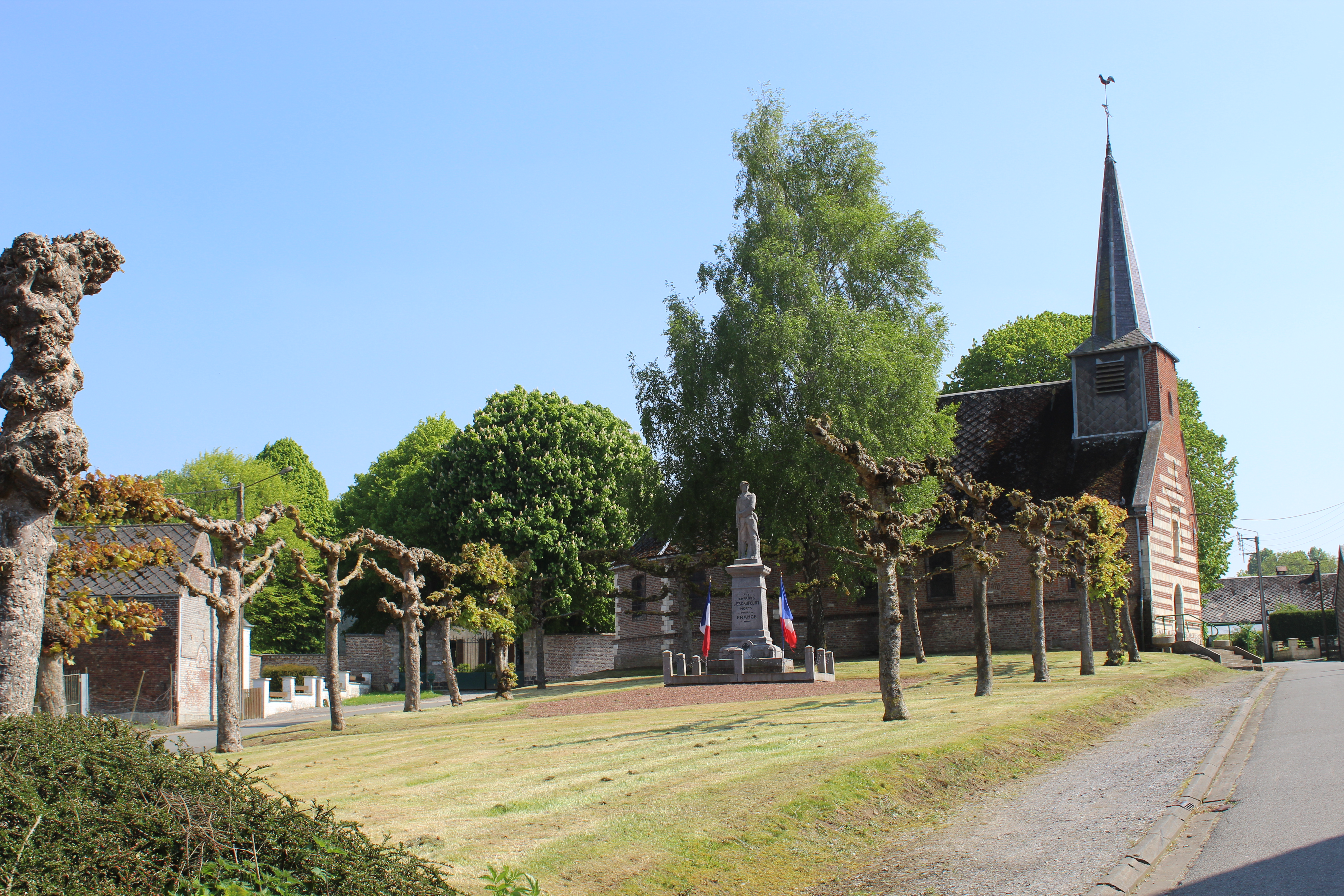
La place d'Escaufourt.
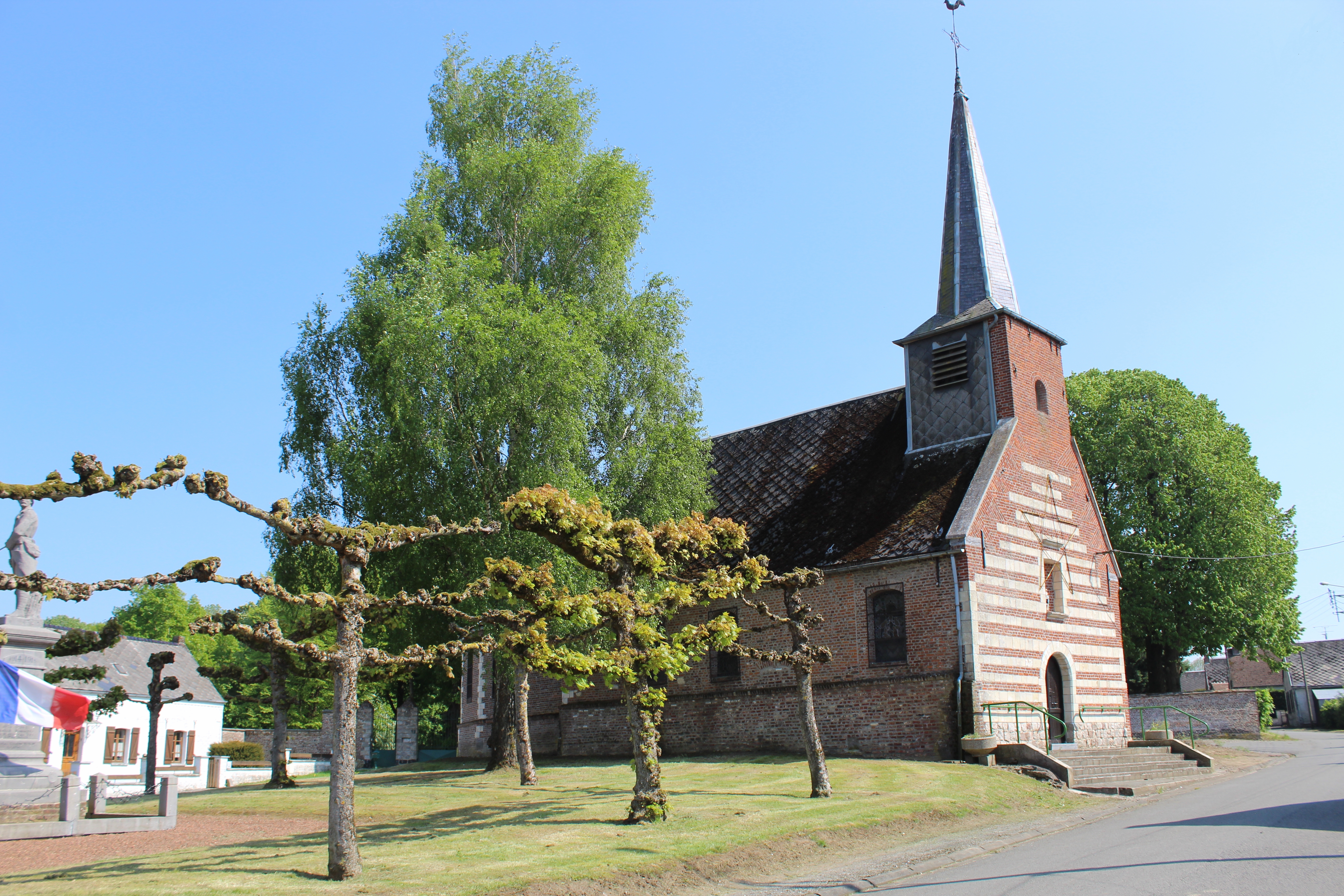
L'église d'Escaufourt.
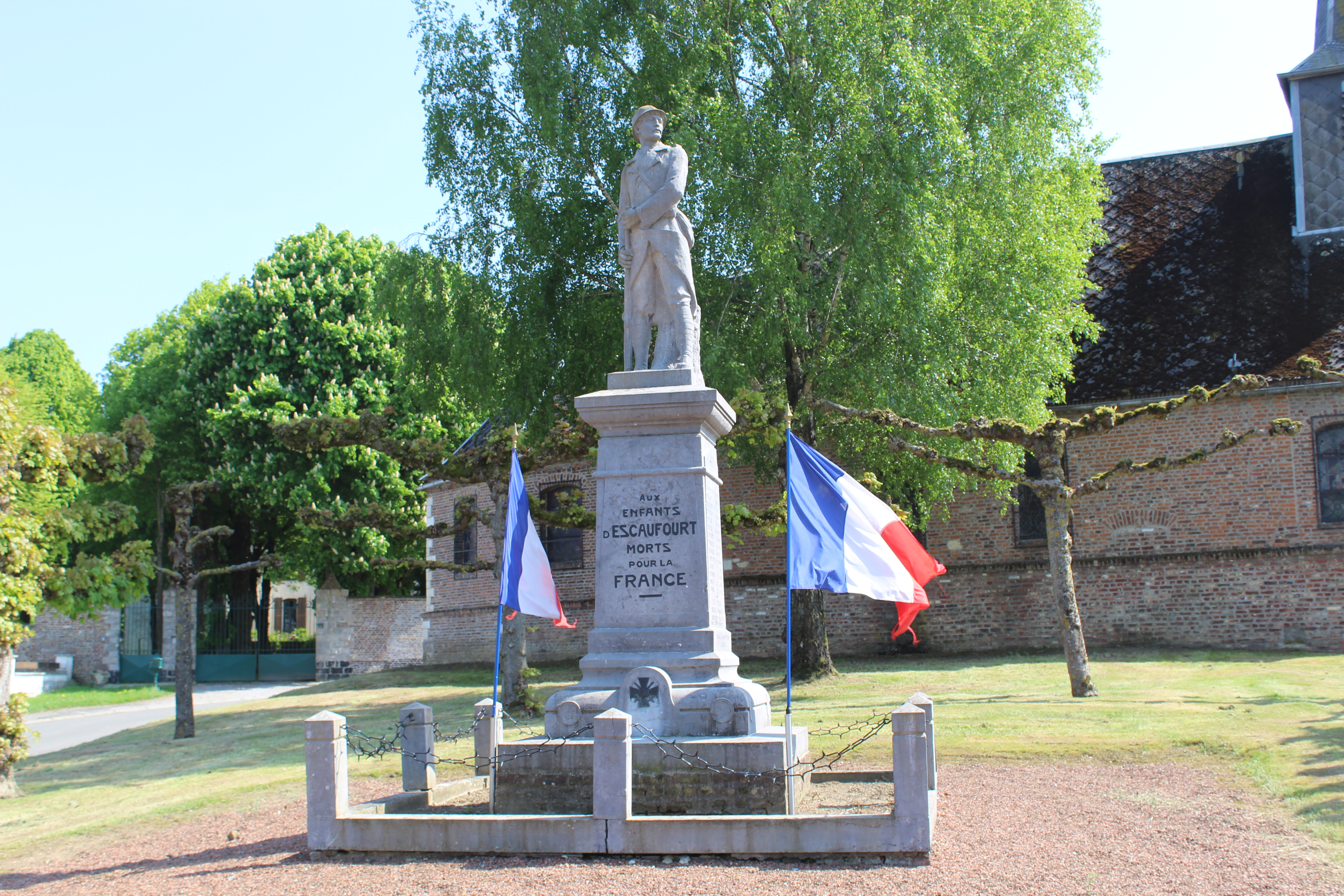
Le monument aux morts d'Escaufourt.
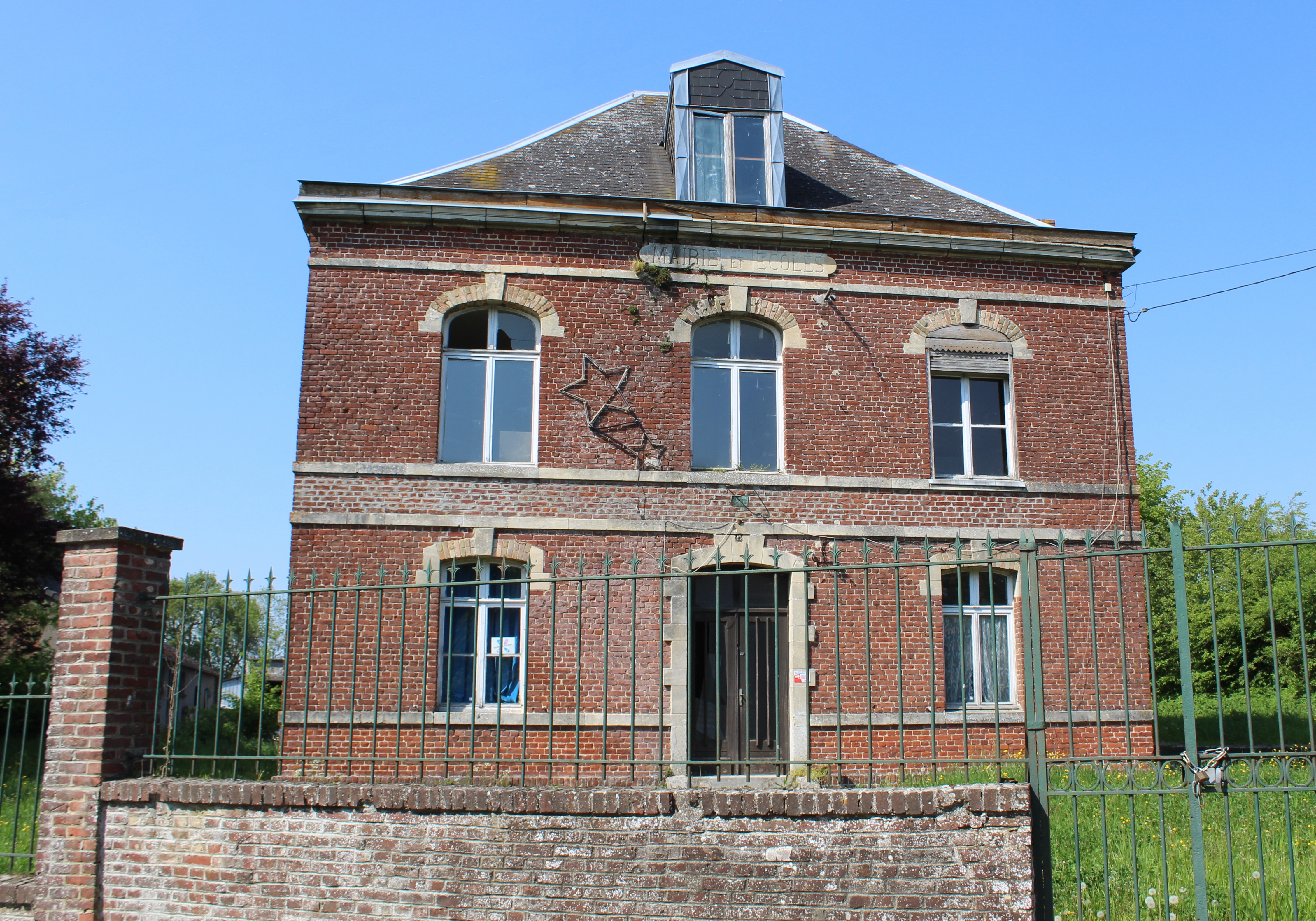
L'ancienne mairie d'Escaufourt aujourd'hui désaffectée.
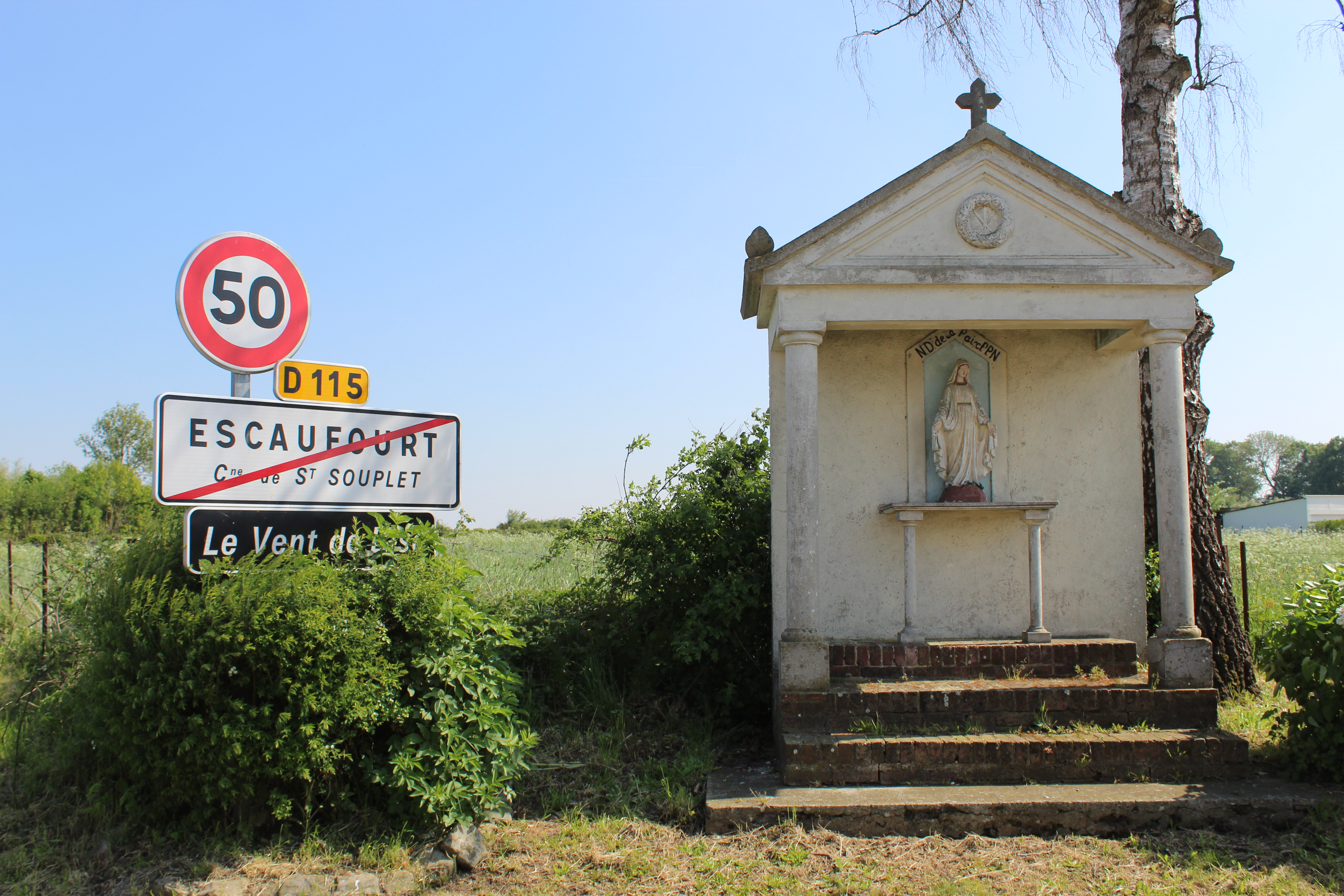
La chapelle Notre-Dame de la Paix et l'entrée du lieu-dit "Le Vent de Bise".

Blason des seigneurs d'Escaufourt
|  | Les armes des seigneurs d'Escaufourt se blasonnaient ainsi : De gueules, à 3 chevrons d'or, au lambel de 4 pendants du même. |

### Personnalités liées à la commune
Escaufourt fut marqué par ses instituteurs, secrétaires de mairie. Tout d'abord M. Raimbaut, puis M. Amédée Soufflet (1920-1981) qui est resté, ainsi que son épouse, de 1945 à 1967 dans cette petite commune de l'Aisne.

## Pour approfondir